# Camille Rousset
Camille Félix Michel Rousset (París, 15 de febrero de 1821 - Saint-Gobain, 19 de octubre de 1892) fue un historiador francés.
Profesor de historia, enseñaba en Grenoble antes de convertirse en un historiador del Ministerio de Guerra. Fue elegido miembro de la Academia francesa en 1871.

## Principales obras
- Breve Historia de la Revolución y del Imperio (1849)
- Historia de Louvois (4 vol.) (1861-63)
- La correspondencia de Louis XV y el Mariscal de Noailles (2 vol.) (1865)
- El Conde de Gisors (1868)
- Los Voluntarios de 1791-1794 (1870)
- El Gran Ejército de 1813 (1871)
- Historia de la guerra de Crimea (1877)
- La Conquista de Argel (1879)
- Un ministro de la Restauración: el Marqués de Clermont-Tonnerre (1883)
- Argelia de 1830 a 1840 (2 vol.) (1887)
- La conquista de Argelia, 1841 à 1857 (2 vol.) (1889)